# Summit della Terra

Il summit

Il Summit della Terra, tenutosi a Rio de Janeiro dal 3 al 14 giugno 1992, è stato la prima conferenza mondiale dei capi di Stato sull'ambiente. È stato un evento senza precedenti anche in termini di impatto mediatico e di scelte politiche e di sviluppo conseguenti. Vi parteciparono 172 governi e 108 capi di Stato o di Governo, 2.400 rappresentanti di organizzazioni non governative e oltre 17.000 persone aderirono al NGO Forum.
La Conferenza è stata chiamata anche Eco 92 (in portoghese), The Earth Summit (in inglese) ma il suo nome ufficiale è United Nations Conference on Environment and Development (UNCED; in italiano Conferenza delle Nazioni Unite sull'ambiente e lo sviluppo). È comunque generalmente chiamata Conferenza di Rio.

## I temi
Gli argomenti che furono trattati sono:
- l'esame sistematico dei modelli di produzione – in particolare per limitare la produzione di tossine, come il piombo nel gasolio o i rifiuti velenosi;
- le risorse di energia alternativa per rimpiazzare l'abuso di combustibile fossile ritenuto responsabile del cambiamento climatico globale;
- un quadro sui sistemi di pubblico trasporto con il fine di ridurre le emissioni dei veicoli, la congestione stradale nelle grandi città e i problemi di salute causati dallo smog;
- la crescente scarsità di acqua.

## I risultati
Un importante risultato della Conferenza fu l'accordo sulla Convenzione quadro delle Nazioni Unite sui cambiamenti climatici che a sua volta portò, alcuni anni dopo, alla stesura del protocollo di Kyoto.
Si siglò anche un accordo anche per "non installare attività produttive in terre abitate da indigeni tali da degradare l'ambiente in cui vivono o da risultare inappropriate culturalmente".
La Conferenza di Rio, inoltre, produsse i seguenti documenti ufficiali:
- Dichiarazione di Rio sull'ambiente e sullo sviluppo
- Agenda 21
- Convenzione sulla diversità biologica
- Principi sulle foreste
- Convenzione sul cambiamento climatico

A questi si aggiungono una serie di trattati alternativi che sono stati sviluppati sotto gli auspici del NGO forum. Questi esiti furono sorpassati da successivi sviluppi e implementi da parte di altre entità interne alle Nazioni Unite:
- Commissione sullo sviluppo sostenibile;
- Programma sullo sviluppo delle Nazioni Unite;
- Programma sull'ambiente delle Nazioni Unite;
- Organizzazione di sviluppo industriale delle Nazioni Unite;
- Conferenza sul commercio e sullo sviluppo delle Nazioni Unite.

Tra le indicazioni di Agenda 21 c'è anche l'istituzione del giorno internazionale dell'acqua, che cade regolarmente ogni 22 marzo. Durante la Conferenza prese avvio, tra l'altro, il processo che portò alla stesura e all'approvazione internazionale della Carta della Terra.

## I seguiti
Nel 2002 in Sudafrica si organizzò il seguito ufficiale della Conferenza di Rio in una riunione chiamata Summit mondiale sullo sviluppo sostenibile, o anche Rio+10, WSSD o più comunemente il Summit di Johannesburg.
Nel 2012, venti anni dopo il primo, un nuovo summit sull'ambiente e sviluppo sostenibile è stato nuovamente organizzato a Rio de Janeiro, la conferenza delle Nazioni Unite sullo sviluppo sostenibile.